# 7月29日
7月29日（しちがつにじゅうくにち）は、グレゴリオ暦で年始から210日目（閏年では211日目）にあたり、年末まであと155日ある。

## できごと

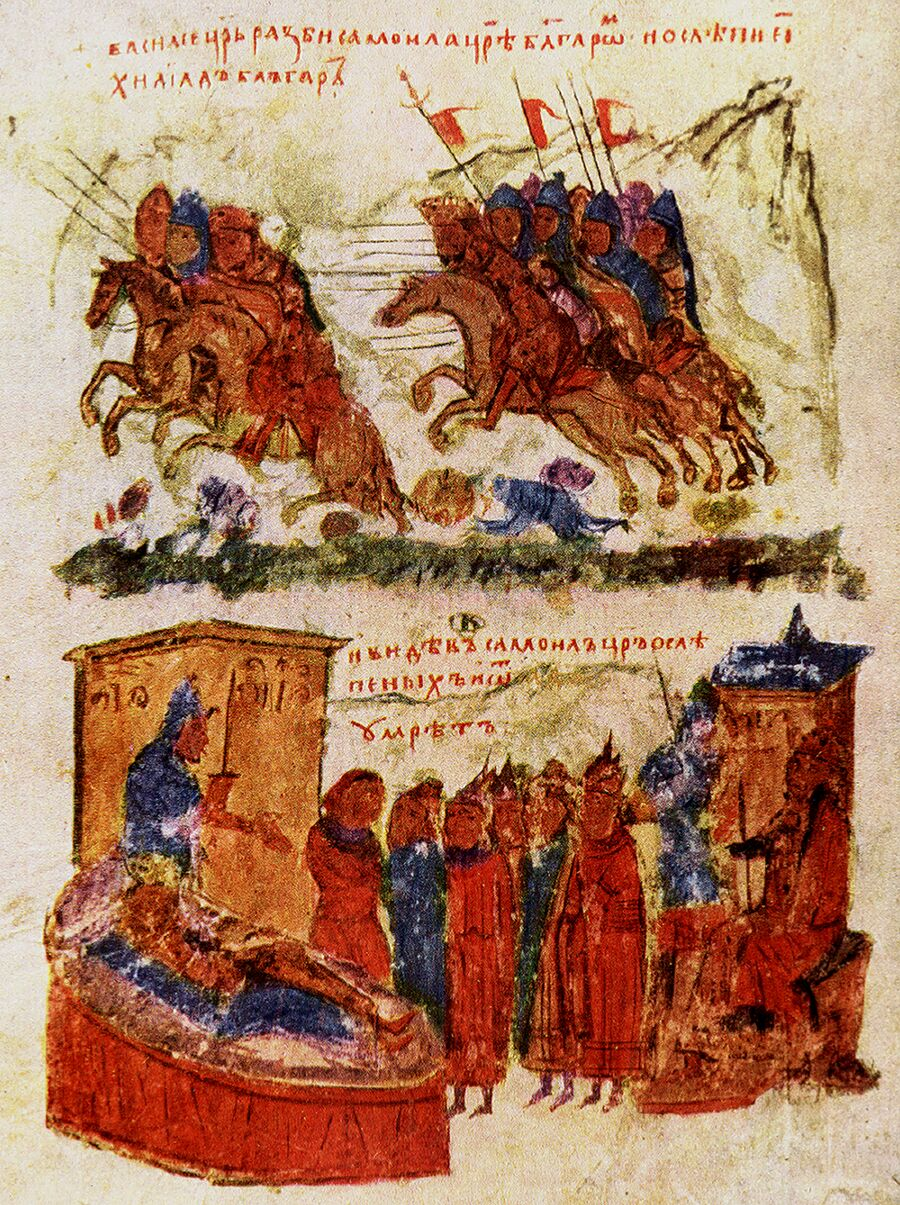
クレイディオン峠の戦い(1014)。画像下部はサムイルのショック死。

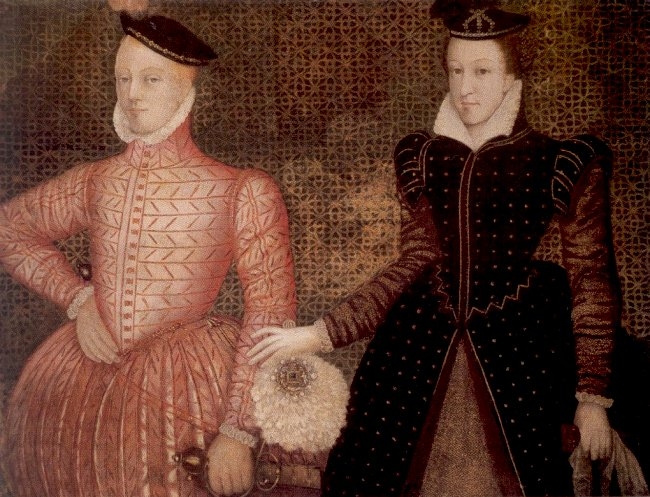
スコットランド女王メアリー（右）、ヘンリー・ステュアートと結婚(1565)

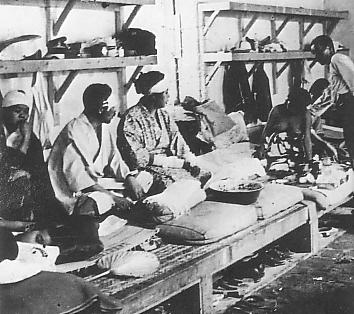
通州事件(1937)。画像は生存者

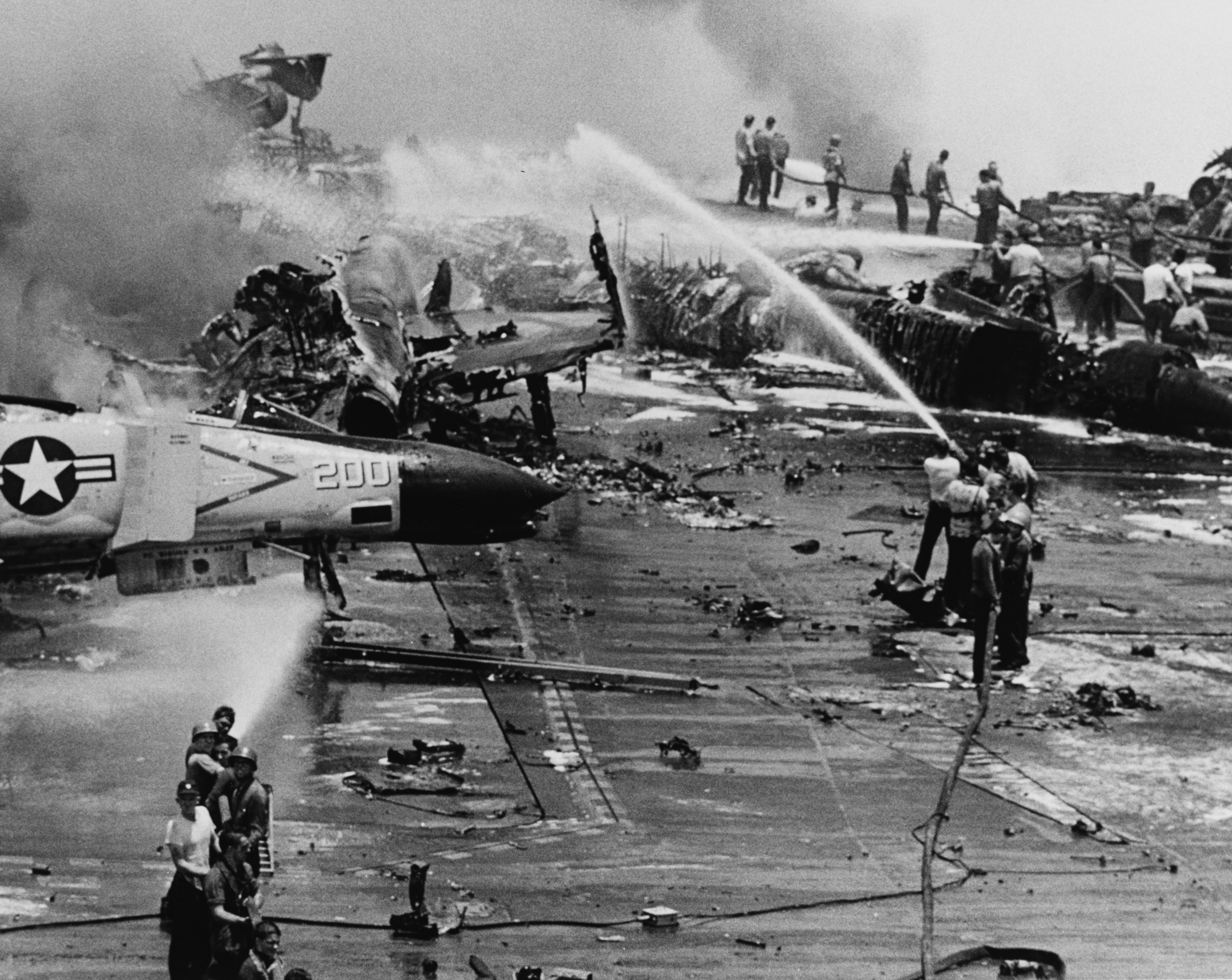
アメリカ合衆国の空母フォレスタルが爆発事故を起こす(1967)

- 645年（大化元年7月1日） - 日本最初の元号「大化」が実施される。
- 838年（承和5年7月5日） - 伊豆諸島神津島の天上山が噴火。
- 1014年 - クレイディオン峠の戦い。ブルガリア帝国軍が東ローマ帝国軍に敗れる。ブルガリア皇帝サムイルは逃げ延びるが、10月に目を潰された大量の捕虜が帰ってきたのを見てショック死する。
- 1156年（保元元年7月11日） - 保元の乱: 後白河天皇方の平清盛・源義朝らが、崇徳上皇らの籠る白河御所を夜襲し、上皇方が敗退。
- 1221年（承久3年7月9日） - 鎌倉幕府の命により仲恭天皇が退位させられ、10歳の後堀河天皇が即位。
- 1246年（寛元4年6月15日） - 道元が越前大仏寺を永平寺に改称。
- 1316年（正和5年7月10日） - 北条基時の出家に伴い、北条高時が鎌倉幕府第14代執権に就任。
- 1565年 - スコットランド女王メアリーが2人目の夫ダーンリー卿ヘンリー・ステュアートと結婚。
- 1836年 - パリのエトワール凱旋門が落成[1]。
- 1858年（安政5年6月19日） - 日米修好通商条約締結。
- 1894年 - 日清戦争: 安城渡の戦い。ラッパ手木口小平が被弾し、死んでも口からラッパを離さなかったとして教科書にも載る。
- 1899年 - 第1回ハーグ平和会議が終了し、ハーグ陸戦条約が締結される。
- 1900年 - イタリア国王ウンベルト1世が暗殺される。
- 1905年 - 桂・タフト協定。アメリカは日本の大韓帝国指導権を承認し、日本はアメリカの植民地・フィリピンへの不干渉を表明。

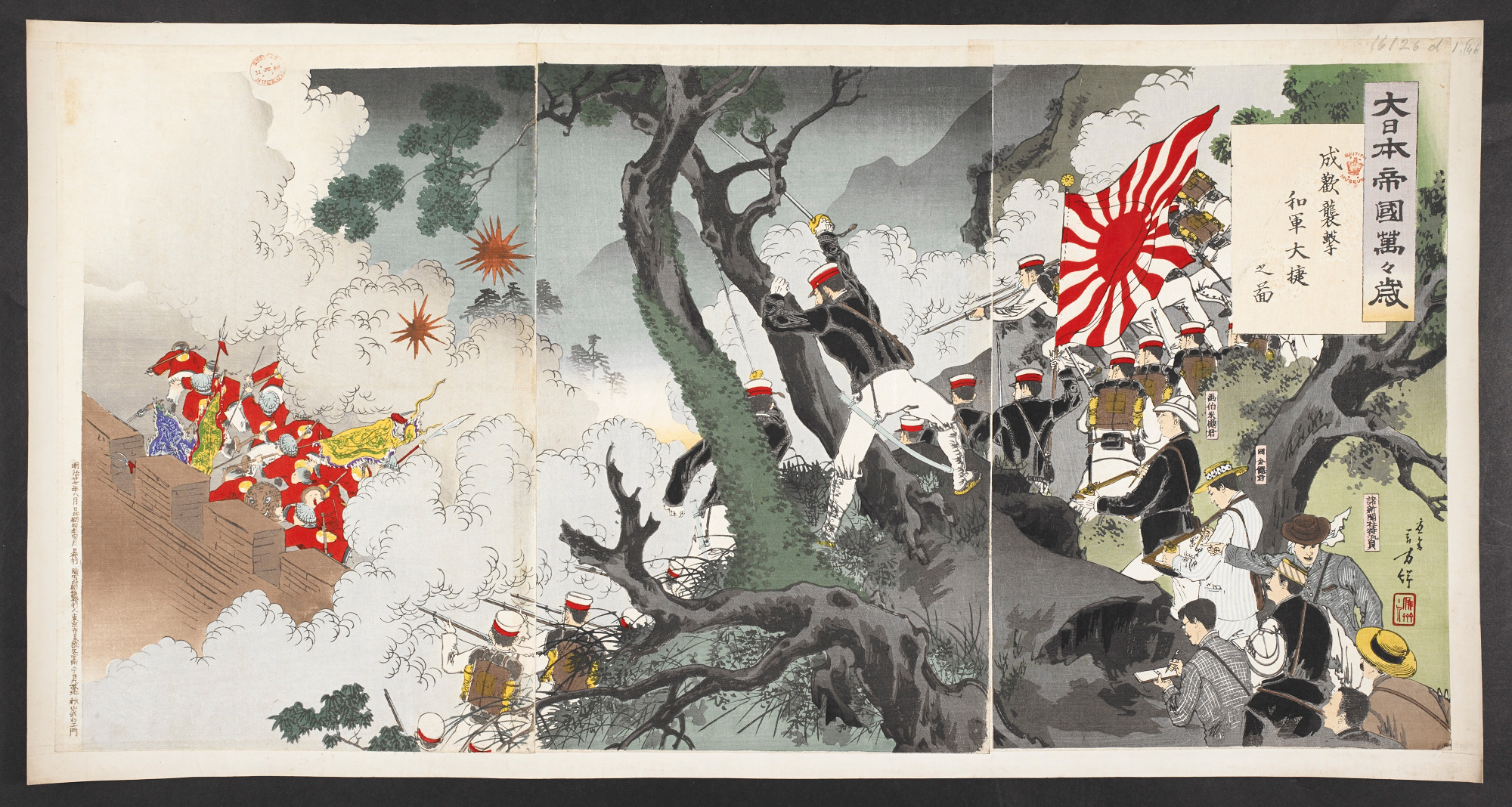
日清戦争、成歓の戦い(1894)

- 1907年 - ロバート・ベーデン＝パウエル卿と20人の少年によるブラウンシー島実験キャンプが開始される[2]。
- 1921年 - ヒトラーがナチス党党首に就任。
- 1937年 - 通州事件。冀東防共自治政府保安隊が日本軍部隊・特務機関および居留民を襲撃。
- 1943年 - 第二次世界大戦: キスカ島撤退作戦。日本軍守備隊5600人が、連合軍に包囲されたキスカ島から撤退し、全員無傷で撤収を完了。
- 1946年 - 戦艦長門沈没。
- 1948年 - 第14回夏季オリンピック、ロンドン大会開催。日本は招待されず。
- 1952年 - 芦別事件発生。
- 1954年 - J・R・R・トールキンの代表作『指輪物語』第一部『旅の仲間』がイギリスで出版される[3]。
- 1955年 - 7月27日から7月29日まで、日本共産党第6回全国協議会。中国共産党に影響を受けた「農村から都市を包囲する」式の武装闘争方針の放棄を決議[4]。
- 1955年 - 自動車損害賠償保障法公布。
- 1957年 - 国際原子力機関設立。
- 1958年 - アイゼンハワー大統領が国家航空宇宙決議に署名し、アメリカ航空宇宙局 (NASA) が発足。
- 1959年 - 経済企画庁が初の「世界経済白書」を発表。
- 1960年 - 大韓民国（第二共和国時代）で第5代総選挙が行なわれる。
- 1965年 - 少年ライフル魔事件が発生。
- 1965年 - 第2航空群（八戸航空基地）所属のUF-2飛行艇が消息を絶つ。後日、北海道幌泉郡豊似岳中腹に墜落している機体を発見。乗員7人死亡[5]。
- 1967年 - ベトナム戦争: アメリカ海軍・航空母艦「フォレスタル」が北ベトナム攻撃中のトンキン湾上で爆発事故を起こし乗員死者132名、負傷者62名を出す大惨事が発生、艦後部を大破する。
- 1969年 - エルサルバドル軍がホンジュラス領内から撤退。サッカー戦争の停戦が成立。
- 1978年 - 両国の花火大会が17年ぶりに復活。隅田川花火大会と改称。
- 1979年 - スペインでバスク祖国と自由による連続爆破事件が発生。バラハス空港などが爆破され空港内だけでも死者5人、負傷者113人の犠牲者[6]。
- 1981年 - イギリス王太子チャールズ（のちのチャールズ3世）がダイアナ・スペンサーと結婚。
- 1993年 - 7月19日の総選挙の結果を受け8党派の代表が会談し、非自民・非共産連立政権（細川内閣）樹立に合意。
- 1995年 - 石狩町女子高生誘拐事件: 北海道石狩郡石狩町（現：石狩市）で男が女子高生を誘拐し、被害者の家族に身代金1億円を要求するが、男は事件発生から約2日後の31日深夜に古平郡古平町で逮捕され、被害者も無事保護された[7]。被害者は事件をきっかけに警察官を志望し、北海道警察の1998年度女性警察官採用試験に合格した[8]。
- 1997年 - 福島譲二熊本県知事が、水俣湾の魚貝類について、水俣病発見から41年ぶりに安全宣言を出す。
- 1997年 - 松山ホステス殺害事件の容疑で指名手配されていた福田和子が公訴時効の20日前となる同日、福井県福井市で逮捕される。
- 1998年 - 西淀川公害訴訟の和解が成立。
- 2001年 - 第19回参議院議員通常選挙投票日。小泉ブームの影響を受け、自民党だけで改選64議席、与党で78議席の大勝。
- 2006年 - ワールドアウトゲームズ主催の国際会議がモントリオール宣言を採択。
- 2007年 - 第21回参議院議員通常選挙投票日。自民党が改選37議席の大敗、与党の過半数割れにより、ねじれ国会になる。
- 2008年 - イチロー（シアトル・マリナーズ所属）が日米通算3000安打を達成。
- 2015年 - Microsoft Windows 10が提供開始[9]。
- 2020年 - 日本における2019年コロナウイルス感染症の流行状況: 日本国内での新型コロナウイルスの1日の感染者数が初めて1000人を超える[10]。
- 2021年 - 日本における2019年コロナウイルス感染症の流行状況: 日本国内での新型コロナウイルスの1日の感染者数が初めて1万人を超える。

## 誕生日

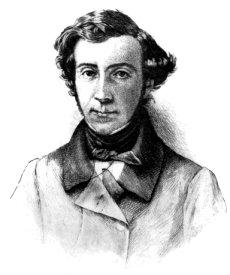
政治思想家、アレクシス・ド・トクヴィル(1805-1859)誕生。

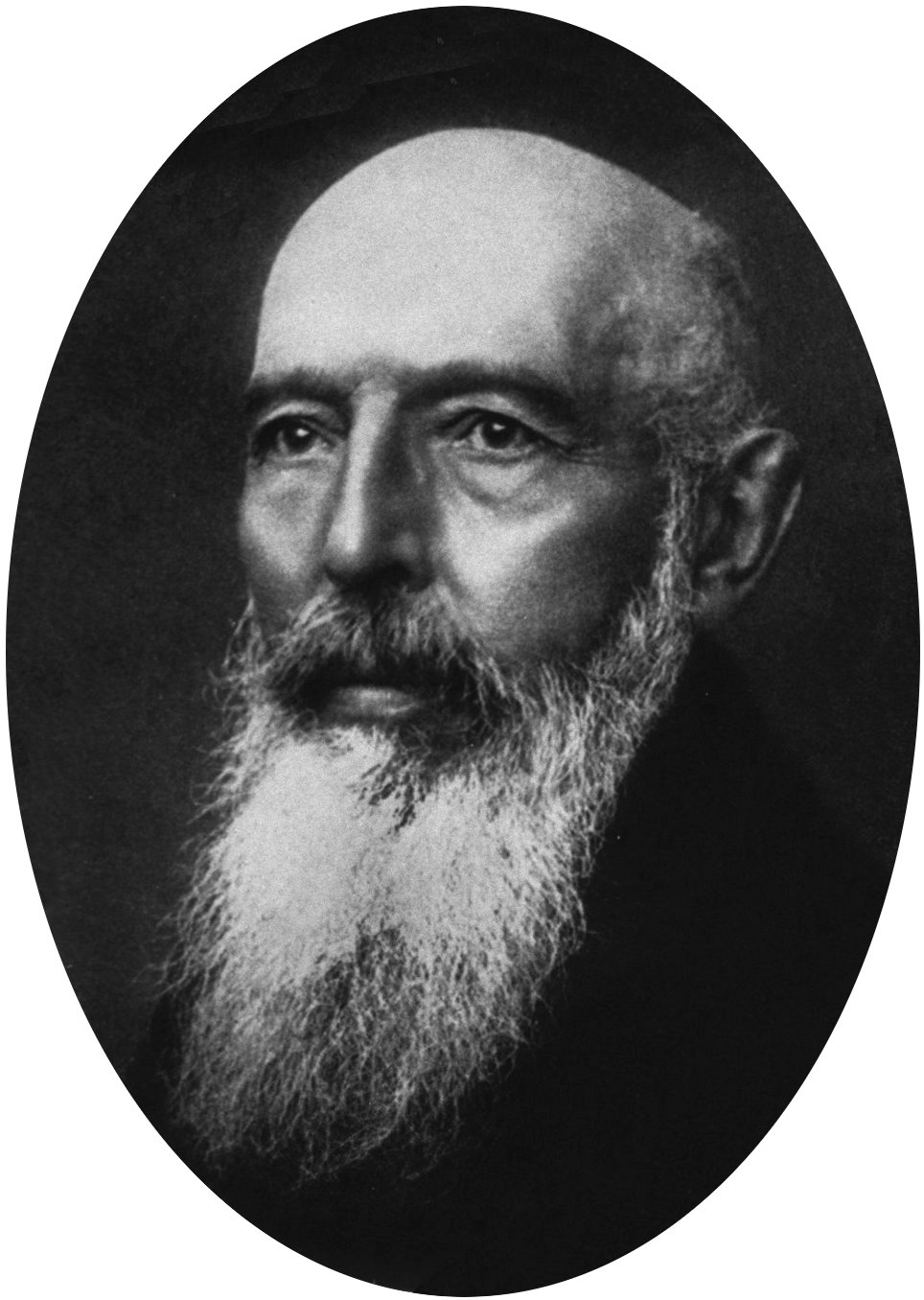
医師アルマウェル・ハンセン(1841-1912)誕生。らい菌（ハンセン病）を発見。

教育者河井道(1877-1953)誕生。1929年に恵泉女学園を創立した。

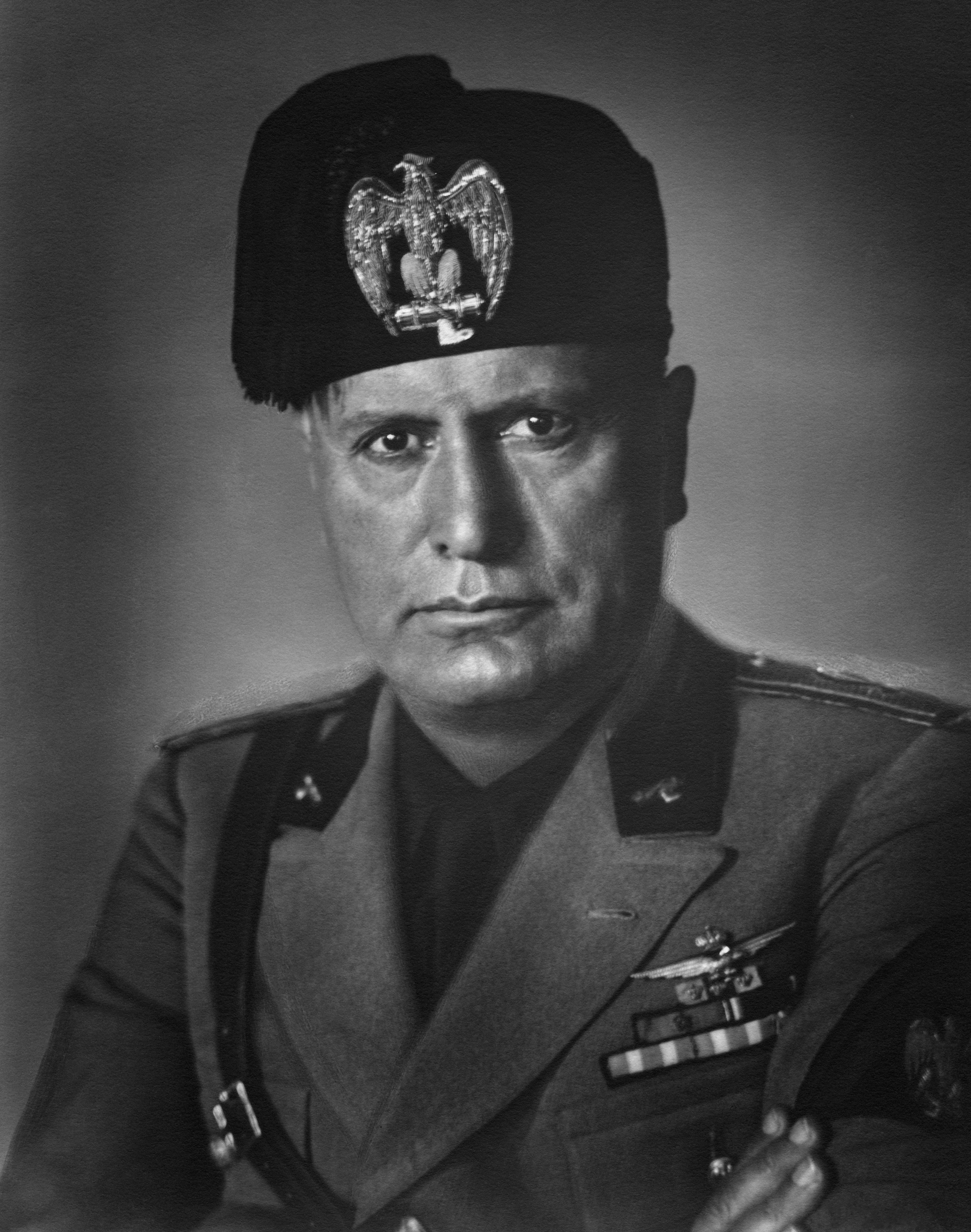
イタリアの政治家、ベニート・ムッソリーニ(1883-1945)誕生。

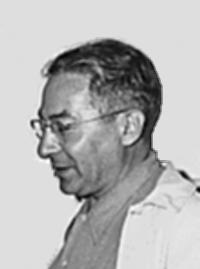
物理学者イジドール・イザーク・ラービ(1898-1988)誕生。核磁気共鳴を研究。

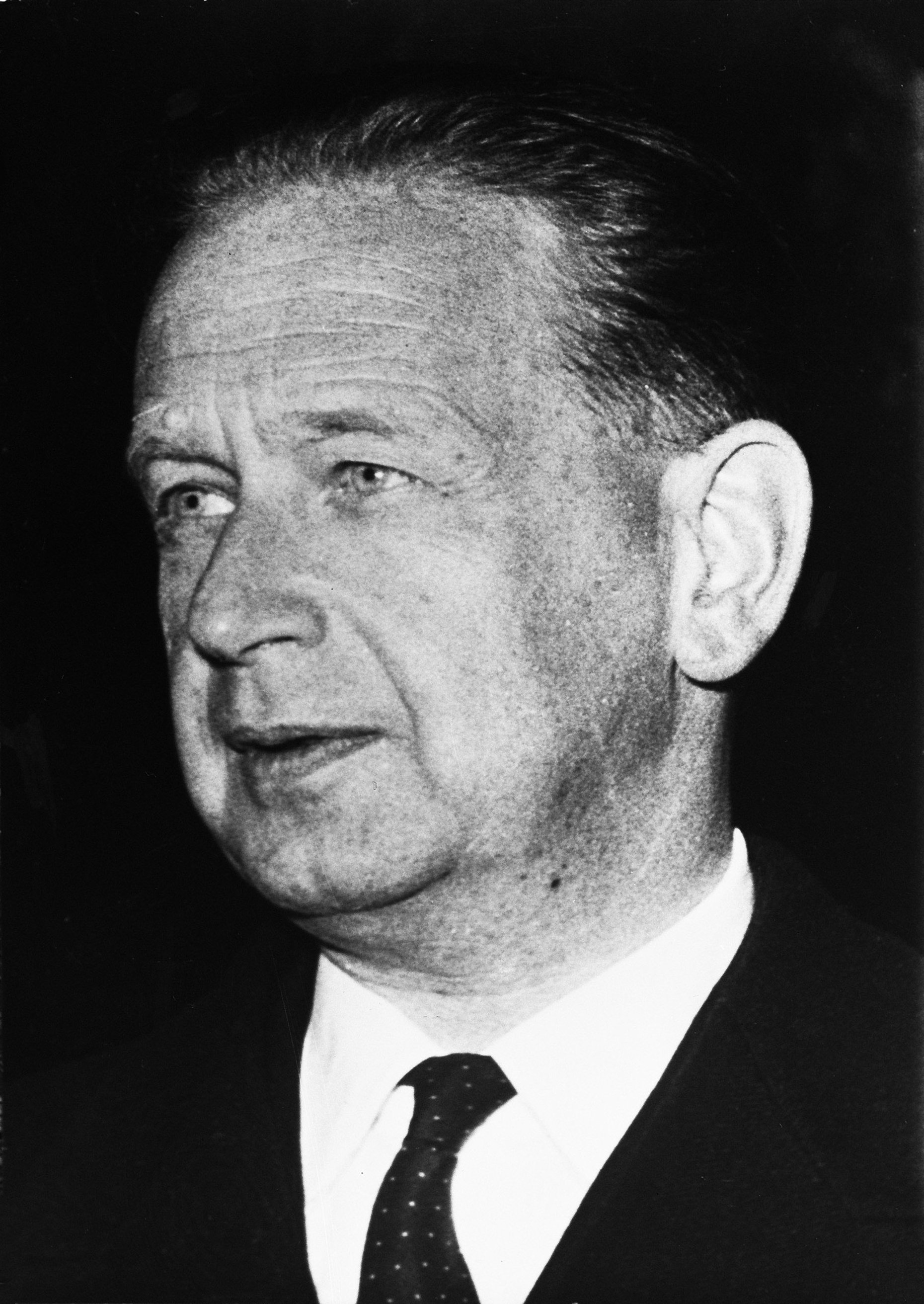
第2代国連事務総長、ダグ・ハマーショルド(1905-1961)誕生。

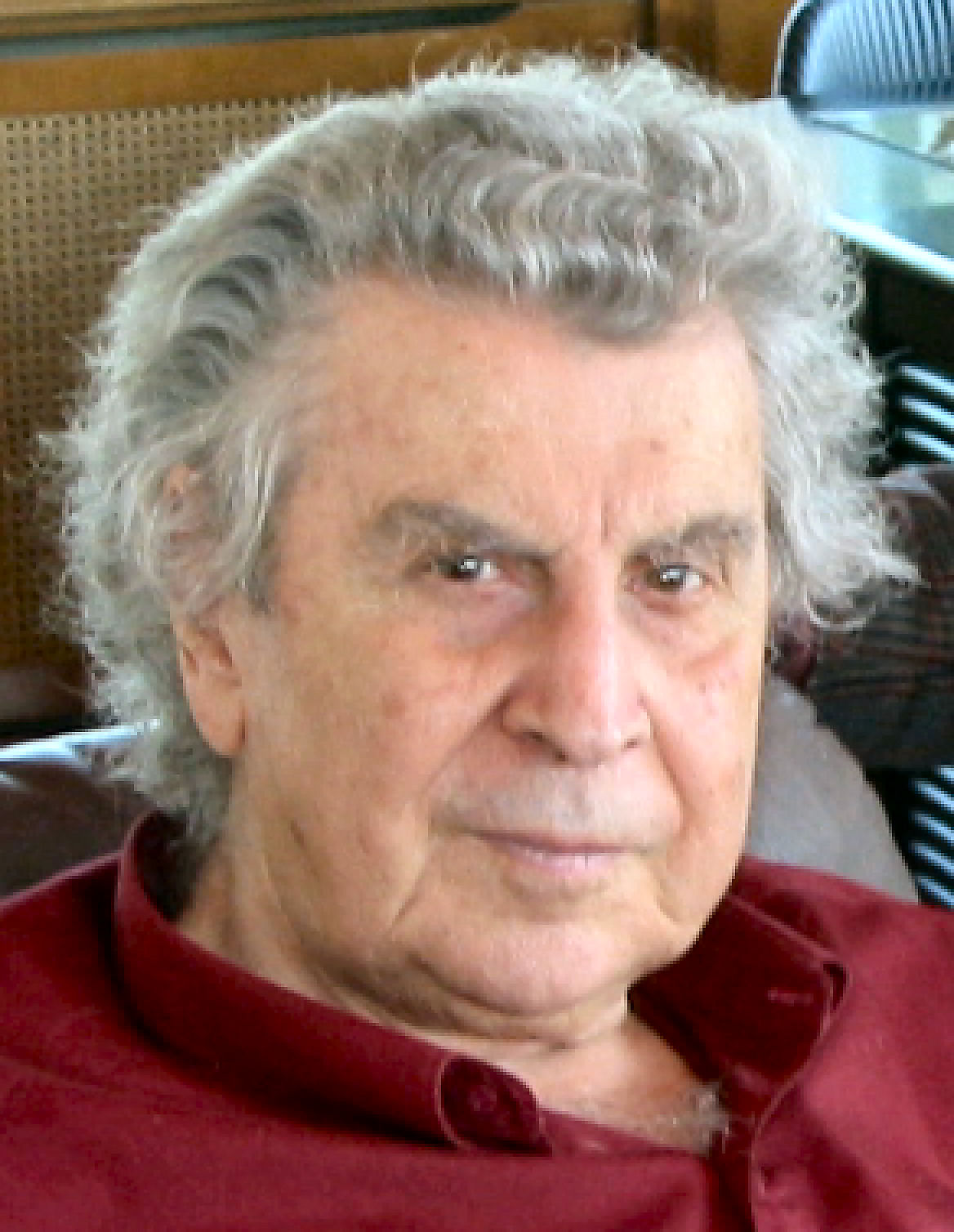
作曲家ミキス・テオドラキス(1925-2021)誕生。

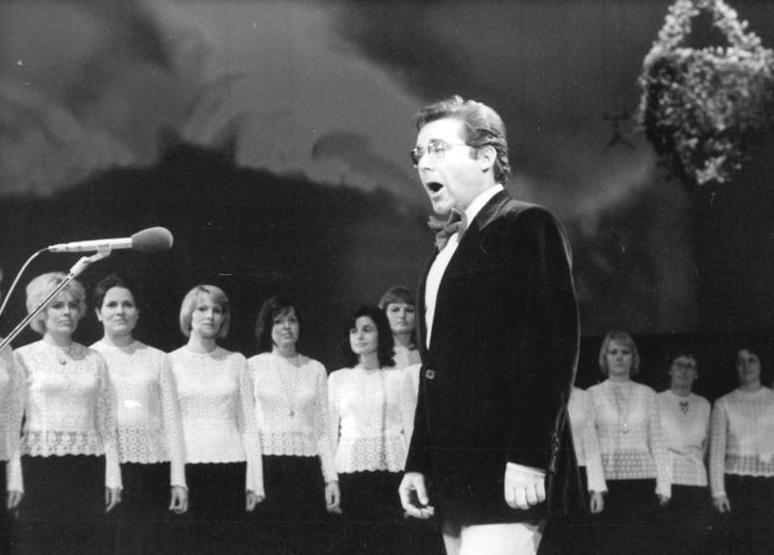
テノール歌手・指揮者ペーター・シュライアー(1935-2019)誕生。

- 1166年 - アンリ2世、シャンパーニュ伯（+ 1197年）
- 1580年 - フランチェスコ・モーキ、彫刻家（+ 1654年）
- 1605年 - ジーモン・ダッハ、詩人（+ 1659年）
- 1655年（明暦元年6月26日） - 京極高豊、第2代丸亀藩主（+ 1694年）
- 1721年（享保6年7月6日） - 池田仲庸、第3代鹿奴藩主（+ 1758年）
- 1771年（明和8年6月18日） - 徳川治宝、第10代紀州藩主（+ 1853年）
- 1794年 - トマス・コーウィン、アメリカ合衆国財務長官（+ 1865年）
- 1803年（享和3年6月11日） - 永井直養、第6代新庄藩主（+ 1854年）
- 1805年 - アレクシス・ド・トクヴィル、政治思想家（+ 1859年）
- 1817年 - イヴァン・アイヴァゾフスキー、画家（+ 1900年）
- 1832年（天保3年7月3日） - 松平頼升、第6代守山藩主（+ 1872年）
- 1841年 - アルマウェル・ハンセン、医学者（+ 1912年）
- 1841年 - アンリ・ファヨール、鉱山技師、地質学者（+ 1925年）
- 1841年（天保12年6月12日） - 前田利鬯、第14代大聖寺藩主（+ 1920年）
- 1843年 - ヨハネス・シュミット、言語学者（+ 1901年）
- 1846年 - イザベル・ド・ブラジル、ブラジル帝国摂政（+ 1921年）
- 1846年 - ゾフィー・メンター、ピアニスト、作曲家（+ 1918年）
- 1849年 - マックス・ノルダウ、小説家、評論家、シオニズム指導者（+ 1923年）
- 1877年 - 河井道、教育者、日本人初の日本YWCA総幹事、恵泉女学園創立者（+ 1953年）
- 1883年 - ベニート・ムッソリーニ、ファシズム創始者として知られる政治家（+ 1945年）
- 1887年 - 重光葵、外交官、政治家（+ 1957年）
- 1889年 - ウラジミール・ツヴォルキン、発明家、技術者（+ 1982年）
- 1892年 - ウィリアム・パウエル、俳優（+ 1984年）
- 1898年 - イジドール・イザーク・ラービ、物理学者（+ 1988年）
- 1900年 - エイヴィンド・ユーンソン、小説家（+ 1976年）
- 1901年 - 谷口豊三郎、実業家、元東洋紡績社長 （+1994年）
- 1905年 - クララ・ボウ、女優（+ 1965年）
- 1905年 - ダグ・ハマーショルド、外交官、第2代国連事務総長。（+ 1961年）
- 1907年 - 江田三郎、政治家（+ 1977年）
- 1908年 - 石破二朗、政治家（+ 1981年）
- 1909年 - 大原総一郎、実業家（+ 1968年）
- 1909年 - チェスター・ハイムズ、推理作家（+ 1984年）
- 1909年 - 中村勘三郎 (17代目)、歌舞伎役者（+ 1988年）
- 1910年 - 井伊直愛、政治家（+ 1993年）
- 1913年 - 木村睦男、政治家（+ 2001年）
- 1916年 - チャーリー・クリスチャン、ジャズ・ギタリスト（+ 1942年）
- 1918年 - 鈴木光枝、女優（+ 2007年）
- 1920年 - ヘルベルト・ケーゲル、指揮者（+ 1990年）
- 1925年 - ミキス・テオドラキス、作曲家、政治家（+2021年）
- 1926年 - 中村晋也、彫刻家
- 1927年 - ハリー・ムリシュ、小説家（+ 2010年）
- 1929年 - アーヴェト・テルテリャーン、作曲家（+ 1994年）
- 1929年 - ジャン・ボードリヤール、思想家（+ 2007年）
- 1935年 - 堀伝、ヴァイオリニスト
- 1935年 - ペーター・シュライアー、テノール歌手、指揮者（+ 2019年）
- 1935年 - 牧美也子、漫画家
- 1937年 - 橋本龍太郎、政治家、第82・83代内閣総理大臣（+ 2006年）
- 1937年 - ダニエル・マクファデン、経済学者
- 1937年 - 義原武敏、元プロ野球選手（+ 2010年）
- 1938年 - 久里千春、歌手、女優
- 1938年 - ピーター・ジェニングス、ニュースキャスター（+ 2005年）
- 1939年 - 新山彰忠、元プロ野球選手（+ 2000年）
- 1941年 - デビッド・ワーナー、俳優（+ 2022年）
- 1944年 - 藤本典征、元プロ野球選手
- 1944年 - 石幡信弘、元プロ野球選手
- 1946年 - 不破万作、俳優
- 1946年 - 若井みどり、漫才師
- 1946年 - ダヴィド・ゲリンガス、チェリスト
- 1946年 - スティグ・ブロンクビスト、ラリードライバー
- 1947年 - せんだみつお、タレント
- 1947年 - 安奈淳、女優
- 1947年 - 西村秀一、元プロ野球選手
- 1948年 - 山際淳司（犬塚進）、作家（+ 1995年）
- 1948年 - 山田久志、元プロ野球選手、監督
- 1948年 - 陽田浅吉、元プロ野球選手
- 1948年 - 島津佳一、元プロ野球選手
- 1948年 - 園田喜則、元プロ野球選手 （+ 1989年）
- 1949年 - マリリン・クエール、第44代アメリカ合衆国副大統領ダン・クエールの妻
- 1949年 - ヘンリー・プナ、政治家、クック諸島首相
- 1949年 - 久保田一、元プロ野球選手
- 1949年 - 大内厚、実業家、高砂熱学工業代表取締役会長・元社長
- 1950年 - 木村進、お笑い芸人（+ 2019年）
- 1950年 - 西海和久、実業家、ブリヂストン代表取締役最高執行責任者
- 1951年 - 上田晃弘、政治家
- 1951年 - 片山善博、政治家
- 1951年 - ゲーリー・トマソン、元プロ野球選手
- 1951年 - 小枝守、高校野球指導者
- 1952年 - さくまあきら、ゲームクリエイター
- 1953年 - 大滝進矢、声優
- 1953年 - ゲディー・リー、ミュージシャン
- 1954年 - 秋吉久美子、女優
- 1954年 - 志位和夫、政治家
- 1955年 - ジャン＝ユーグ・アングラード、映画俳優
- 1957年 - 岸田文雄、政治家、第100・101代内閣総理大臣
- 1957年 - ネリー・キム、体操選手
- 1958年 - 三屋裕子、元バレーボール選手
- 1959年 - ジョン・サイクス、ギタリスト（+ 2025年）
- 1960年 - 恵那櫻徹、元大相撲力士、年寄16代竹縄
- 1960年 - 飯泉嘉門、政治家、徳島県知事
- 1960年 - 前川たけし、漫画家
- 1960年 - 下村健一、ジャーナリスト、市民メディアアドバイザー
- 1960年 - 大久保美智男、元プロ野球選手
- 1961年 - 三田篤子、元女優
- 1961年 - 吉川徹、演出家（+ 2015年）
- 1962年 - だいもん孝之、放送作家
- 1962年 - 高木美保、女優
- 1962年 - 小野リサ、歌手
- 1962年 - 秦真司、元プロ野球選手
- 1962年 - 芝正、元プロ野球選手
- 1962年 - DJ KRUSH、DJ、ヒップホップ・ミュージシャン
- 1963年 - 神谷まさひろ、俳優
- 1964年 - 山口宏、脚本家
- 1965年 - 石本龍臣、元野球選手、元競輪選手
- 1965年 - アンドレア・ゾルジ、元バレーボール選手
- 1965年 - 林部直樹、ギタリスト（米米CLUB）
- 1966年 - 伊原木隆太、実業家、政治家、岡山県知事
- 1966年 - サリー・ガネル、元陸上競技選手
- 1967年 - 羽田雄一郎、政治家（+ 2020年）
- 1967年 - 小野塚晃、ジャズピアニスト（DIMENSION）
- 1968年 - 高山佳奈子、刑法学者、京都大学教授
- 1968年 - 山口幸二、元競輪選手
- 1969年 - 井入宏之、レーシングドライバー
- 1969年 - 亀川千代、ベーシスト（+ 2024年）
- 1970年 - 鳥居千穂、バレーボール選手
- 1971年 - 吉岡雄二、元プロ野球選手
- 1971年 - 村田渚、お笑いタレント（+ 2006年）
- 1971年 - 麦倉洋一、元プロ野球選手
- 1971年 - ジョニー・ラフィン、元プロ野球選手
- 1972年 - 脇阪寿一、レーシングドライバー
- 1972年 - 佐野研二郎、グラフィックデザイナー
- 1973年 - 門倉健、元プロ野球選手
- 1973年 - 工藤正貴、元俳優
- 1973年 - 啄木鳥しんき、漫画家
- 1974年 - 泉健太、政治家
- 1974年 - 新居佳英、実業家
- 1974年 - 坂上香織、元女優
- 1974年 - 石川雅之、漫画家
- 1974年 - 衣川幸夫、元プロ野球選手
- 1974年 - 武雄山喬義、元大相撲力士、年寄14代山分
- 1974年 - 山本進悟、SASUKEオールスターズ
- 1975年 - 秋山成勲、格闘家
- 1975年 - 李昌鎬、囲碁棋士
- 1975年 - 日暮茶坊、小説家、シナリオライター
- 1975年 - セス・グライシンガー、元プロ野球選手
- 1976年 - 石田尚巳、俳優
- 1976年 - 大林洋平、俳優、声優
- 1976年 - 朝山東洋、元プロ野球選手
- 1976年 - 加藤謙如、元プロ野球選手
- 1976年 - 日里正義、元プロ野球選手
- 1977年 - 小室宏二、柔道家、ブラジリアン柔術家
- 1977年 - 星野智樹、元プロ野球選手
- 1977年 - 石上裕一、声優
- 1977年 - 姫川きらら、漫画家
- 1978年 - 梅田陽子、アナウンサー
- 1978年 - 田嶌万友香、アナウンサー
- 1978年 - 常石梨乃、女優
- 1978年 - ちゅうえい、お笑い芸人（流れ星☆）
- 1979年 - 吉川元浩、元プロ野球選手
- 1979年 - 梶原和隆、元プロ野球選手
- 1980年 - セシリア、タレント
- 1980年 - フェルナンド・ゴンサレス、テニス選手
- 1980年 - 鳴海崇志、声優
- 1980年 - 前田賢一朗、声優
- 1981年 - フェルナンド・アロンソ、レーシングドライバー
- 1981年 - トロイ・パーキンス、サッカー選手
- 1982年 - KABA_3 - ミュージシャン（シュノーケル）
- 1982年 - 松家卓弘、元プロ野球選手
- 1982年 - 大廣翔治、元プロ野球選手
- 1982年 - 葉山エレーヌ、元アナウンサー
- 1983年 - 石渡ひろみ、女優、タレント
- 1984年 - 亜月ちえみ、声優
- 1984年 - 小田柿悠太、声優
- 1984年  - 山崎誠士、騎手
- 1984年 - チャド・ビリングズリー、プロ野球選手
- 1984年 - アンナ・ベッソノバ、新体操選手
- 1985年 - 上野裕一郎、陸上競技選手
- 1985年 - 隠岐の海歩、元大相撲力士、年寄13代君ヶ濱
- 1985年 - 兵藤慎剛、サッカー選手
- 1985年 - 近藤夏子、シンガーソングライター
- 1985年 - 加藤理恵、女優、タレント、スポーツキャスター
- 1985年 - 大谷英子、女優
- 1985年 - 近藤裕希、元お笑い芸人（元バース、元インディゴ）
- 1986年 - 有坂愛海、シンガーソングライター
- 1986年 - 鈴木康太、俳優
- 1986年 - 廣瀬花子、フリーダイビング選手
- 1986年 - チャールズ・カトラー、プロ野球選手
- 1986年 - 森福允彦、元プロ野球選手
- 1986年 - 日日日、小説家
- 1987年 - 藤堂里香、競艇選手
- 1987年 - 中山友貴、レーシングドライバー
- 1987年 - 山田悠介、俳優
- 1987年 - 岡田佑里恵、タレント、モデル
- 1988年 - 渡辺大夢、将棋棋士
- 1988年 - tomi 、歌手（元オレスカバンド）
- 1989年 - 山口嵩之、元プロ野球選手
- 1989年 - 安藤奈保子、タレント、歌手
- 1989年 - ザック・ペトリック、プロ野球選手
- 1990年 - オレグ・シャトフ、サッカー選手
- 1991年 - 岩村なちゅ、アイドル、タレント（元PASSPO☆）
- 1991年 - 小澤陽子、フジテレビアナウンサー
- 1991年 - 武尊、K-1選手
- 1991年 - 宮司愛海、フジテレビアナウンサー
- 1992年 - 岡副麻希、キャスター、タレント、フリーアナウンサー
- 1992年 - 松本ゆん、タレント、グラビアアイドル
- 1992年 - 後藤京介、サッカー選手
- 1993年 - 増田大輝、プロ野球選手
- 1993年 - 狩野健斗、俳優
- 1993年 - 菅沼千紗[11]、声優
- 1993年 - 高野水登、脚本家
- 1994年 - 北條史也、プロ野球選手
- 1994年 - 加藤勇也、元陸上競技選手
- 1995年 - 金澤志奈、プロゴルファー
- 1995年 - 松野未佳、女優
- 1995年 - 中山少年、漫画家、お笑いタレント
- 1996年 - 藤井皓哉、プロ野球選手
- 1996年 - 飯山裕太、俳優
- 1997年 - 大庭岳輝、バスケットボール選手
- 1997年 - 山下一貴、陸上競技選手
- 1997年 - 石井大智、プロ野球選手
- 1998年 - 根本薫、元プロ野球選手
- 1998年 - 藤本一輝、サッカー選手
- 1998年 - 植竹希望、プロゴルファー
- 1998年 - 長谷川慎、アーティスト（THE RAMPAGE from EXILE TRIBE）
- 1998年 - 佐藤景瑚、アイドル（JO1）
- 1998年 - 村重杏奈、タレント（元HKT48）
- 1999年 - 甲地夏波、元子役、モデル
- 1999年 - 荒川ちか、女優（元乙女新党）
- 1999年 - 稲見萌寧、プロゴルファー
- 2001年 - 河口夏音、アイドル（≠ME）
- 2002年 - 秋山眞緒、アイドル（つばきファクトリー）
- 2002年 - 阿部夢梨、元アイドル（元SUPER☆GiRLS）
- 2003年 - 宇田川瞬矢、陸上競技選手
- 2004年 - 大谷悠妃、アイドル（元SKE48）
- 2004年 - 須田萌里、総合格闘家
- 2004年 - 古賀瑠、俳優
- 2005年 - 五百城茉央、アイドル（乃木坂46）
- 2006年 - 早坂美海[12]、女優
- 2009年 - 渡邊杏奈、女優、モデル、タレント
- 生年不詳 - 村田隆行、ベーシスト
- 生年不詳 - 谷沢直、漫画家
- 生年不詳 - AZUKI七、キーボディスト、作詞家（GARNET CROW）
- 生年不詳 - 石橋英子、シンガーソングライター
- 生年不詳 - 喜多修平、歌手
- 生年不詳 - 上田瞳、声優
- 生年不詳 - 織江珠生、声優
- 生年不詳 - 知里香澄[13]、声優

## 忌日

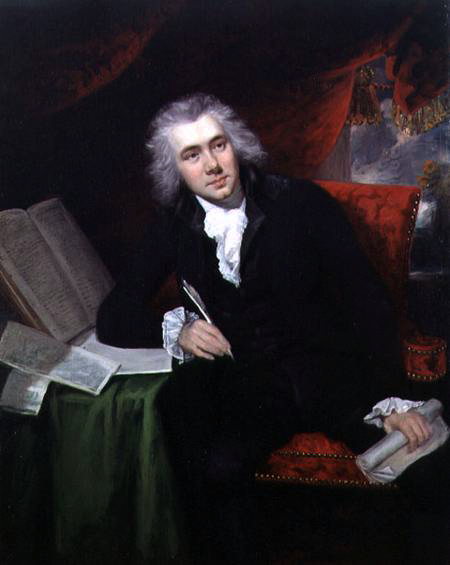
イギリスの政治家・奴隷制廃止運動家、ウィリアム・ウィルバーフォース(1759-1833)没。

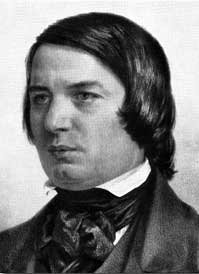
作曲家ロベルト・シューマン(1810-1856)没。

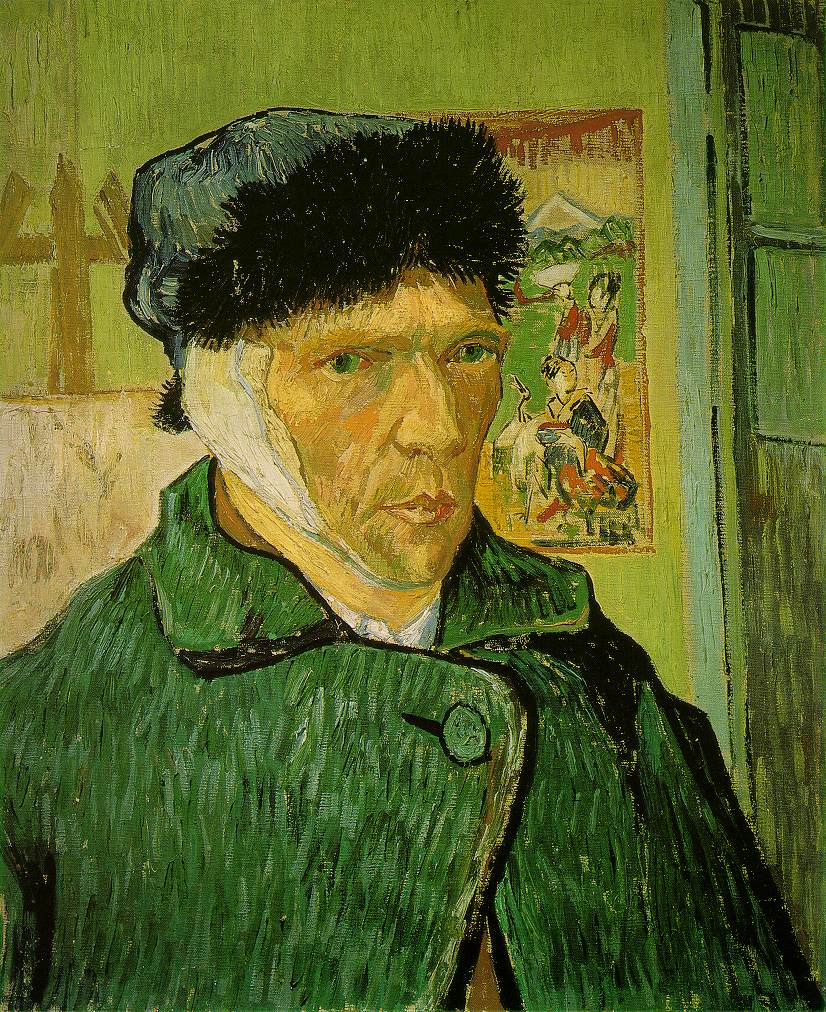
7月27日に拳銃自殺を図ったフィンセント・ファン・ゴッホ(1853-1890)没。画像は自画像(1889)

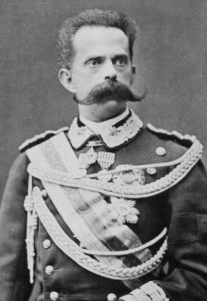
イタリア国王ウンベルト1世(1844-1900)暗殺。

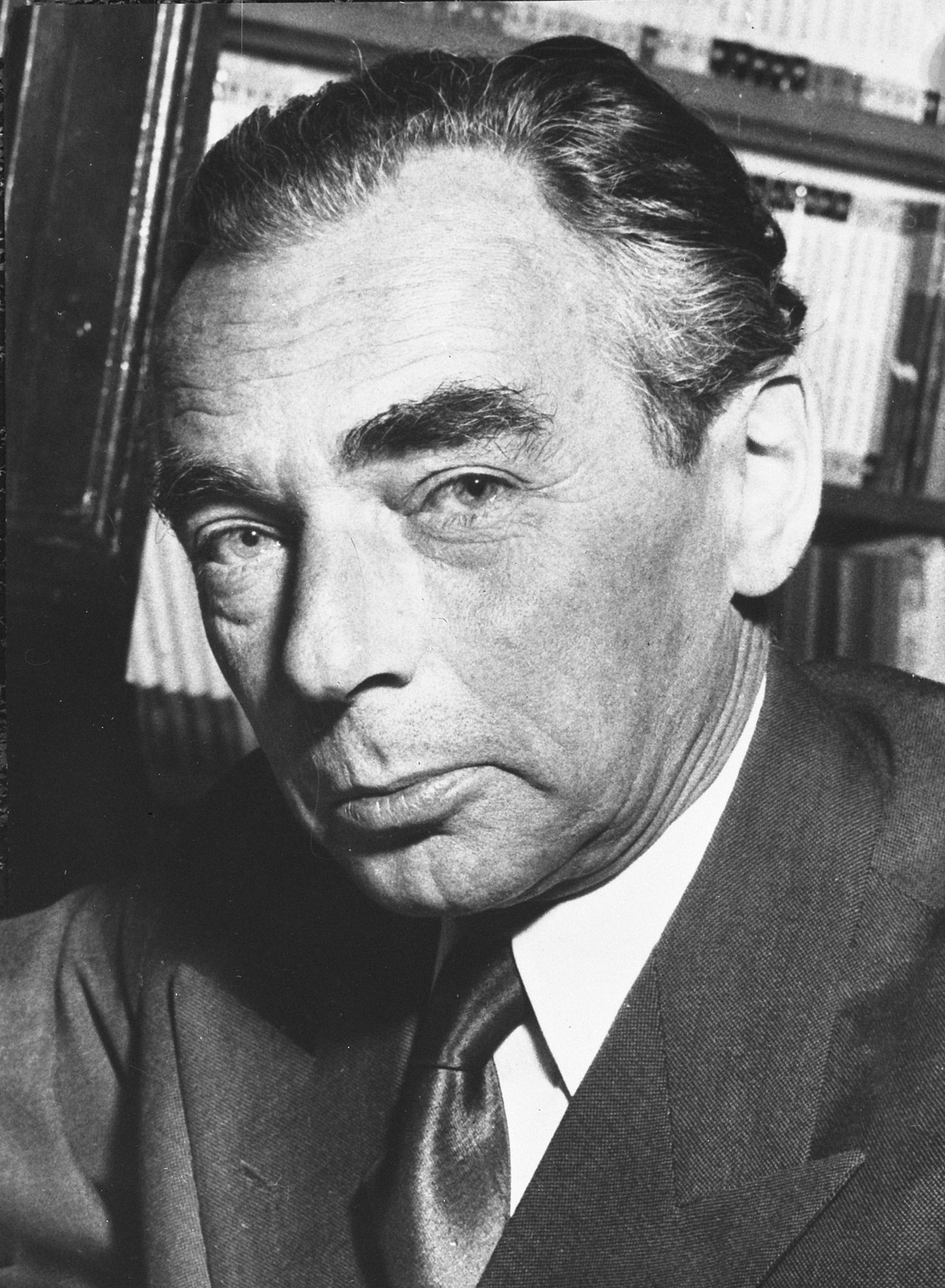
作家エーリッヒ・ケストナー(1899-1974)没。

### 人物
- 238年 - マルクス・クロディウス・プピエヌス・マクシムス、ローマ皇帝（* 178年頃）
- 238年 - デキムス・カエリウス・カルウィヌス・バルビヌス、ローマ皇帝（* 165年頃）
- 1095年 - ラースロー1世、ハンガリー王（* 1040年）
- 1099年 - ウルバヌス2世、第159代ローマ教皇（* 1042年）
- 1108年 - フィリップ1世、フランス王（* 1052年）
- 1230年（寛喜2年6月18日） - 北条時氏、鎌倉幕府六波羅探題北方（* 1203年）
- 1236年 - インゲボルグ、フランス王フィリップ2世の妃（* 1175年）
- 1507年 - マルティン・ベハイム、天文学者、地理学者・探検家（* 1459年）
- 1644年 - ウルバヌス8世、第235代ローマ教皇（* 1568年）
- 1688年（貞享5年7月3日） - 堀田正英、江戸幕府若年寄、北条藩主（* 1638年）
- 1776年 - シャルル・フランソワ・ユタン、画家（* 1715年）
- 1790年 - ウィンスロップ・チャンドラー、画家（* 1747年）
- 1811年 - リチャード・バチェ、第2代アメリカ合衆国郵政長官（* 1737年）
- 1813年 - ジャン＝アンドシュ・ジュノー、ナポレオン戦争期のフランス軍人（* 1771年）
- 1833年 - ウィリアム・ウィルバーフォース、政治家、奴隷制廃止論者（* 1759年）
- 1839年 - ガスパール・ド・プロニー、数学者、工学者（* 1755年）
- 1844年 - フランツ・クサーヴァー・モーツァルト、作曲家（* 1791年）
- 1845年 - フランソワ・ジョゼフ・ボジオ、彫刻家（* 1768年）
- 1856年 - ロベルト・シューマン、作曲家（* 1810年）
- 1856年 - カレル・ハヴリーチェク・ボロフスキー、作家、政治家（* 1821年）
- 1857年 - ジェームズ・ホルマン、探検家（* 1768年）
- 1885年 - アンリ・ミルヌ＝エドワール、動物学者（* 1800年）
- 1886年 - 丹羽長裕、第14代二本松藩主（* 1859年）
- 1890年 - フィンセント・ファン・ゴッホ、画家（* 1853年）
- 1894年 - 白神源次郎、日本陸軍の喇叭手（* 1868年）
- 1894年 - 木口小平、日本陸軍の喇叭手（* 1872年）
- 1895年 - ジョゼフ・ドランブール、言語学者（* 1811年）
- 1896年 - ルイス・ベーマー、農学者（* 1843年）
- 1898年 - ジョン・ニューランズ、化学者（* 1837年）
- 1900年 - ウンベルト1世、第2代イタリア王（* 1844年）
- 1900年 - ヘンリー・スペンサー・アシュビー、実業家、書誌学者（* 1834年）
- 1906年 - アレクサンドル・ルイジーニ、作曲家（* 1850年）
- 1913年 - トビアス・アッセル、法律家（* 1838年）
- 1921年 - ヘルマン・バーフィンク、神学者、牧師（* 1854年）
- 1924年 - 西村天囚、ジャーナリスト（* 1865年）
- 1934年 - 久米桂一郎、画家（* 1866年）
- 1936年 - 佐藤喜久雄、プロ野球選手（* 1917年）
- 1938年 - ヤン・ベルジン、ソ連軍参謀本部情報総局長（* 1889年）
- 1944年 - 上原敏、歌手（* 1908年）
- 1944年 - 林節、野球選手（* 1918年）
- 1953年 - リチャード・ピアース、航空工学者（* 1877年）
- 1956年 - エドワード・ガントレット、言語学者（* 1868年）
- 1956年 - ルートヴィヒ・クラーゲス、哲学者、心理学者（* 1872年）
- 1958年 - 初代遠藤斉治朗[14]、 実業家、関安全剃刀製造（現フェザー安全剃刀）創業者（* 1888年）
- 1962年 - ロナルド・フィッシャー、遺伝学者、優生学者（* 1890年）
- 1965年 - ロバート・キング、走高跳選手、1928年アムステルダム五輪金メダリスト（* 1906年）
- 1966年 - ジョン・レモン、論理学者（* 1930年）
- 1969年 - 村上武次郎、冶金学者（* 1882年）
- 1970年 - ジョン・バルビローリ、指揮者（* 1899年）
- 1973年 - セシル・グリフィス、陸上競技選手、1920年アントワープ五輪金メダリスト（* 1901年）
- 1973年 - ロジャー・ウィリアムソン、F1ドライバー（* 1948年）
- 1974年 - 神田茂、天文学者（* 1894年）
- 1974年 - エーリッヒ・ケストナー、作家（* 1899年）
- 1974年 - キャス・エリオット、歌手（* 1941年）
- 1976年 - ミッキー・コーエン、ギャング（* 1913年）
- 1976年 - 加藤哲太郎、陸軍軍人、英語塾経営者（* 1917年）
- 1979年 - ヘルベルト・マルクーゼ、哲学者（* 1898年）
- 1979年 - 村山三男、映画監督（* 1920年）
- 1980年 - 木部シゲノ、最初期の女性飛行家（* 1903年）
- 1981年 - 加藤喜美枝、芸能プロモーター（* 1913年）
- 1982年 - ウラジミール・ツヴォルキン、発明家、技術者（* 1889年）
- 1982年 - ハロルド坂田、プロレスラー、俳優、重量挙げ選手（* 1920年）
- 1983年 - 久田慶三、政治家、実業家、元愛知県常滑市長・知多郡西浦町長（* 1897年）
- 1983年 - ルイス・ブニュエル、映画監督（* 1900年）
- 1983年 - デヴィッド・ニーヴン、俳優（* 1910年）
- 1986年 - 高島一岐代、将棋棋士（* 1916年）
- 1987年 - 小川善治、元プロ野球選手（* 1924年）
- 1989年 - 辰巳柳太郎、俳優（* 1905年）
- 1989年 - 森敦、小説家（* 1912年）
- 1990年 - ブルーノ・クライスキー、元オーストリア首相（* 1911年）
- 1990年 - 稲村佐近四郎、政治家、第12代国土庁長官、第25代総理府総務長官（* 1917年）
- 1990年 - 天野公義、政治家、第24代自治大臣、第33代国家公安委員会委員長（* 1921年）
- 1992年 - ゲルハルト・ヘッツェル、ヴァイオリニスト（* 1940年）
- 1993年 - アナトリー・ヴェデルニコフ、ピアニスト（* 1920年）
- 1994年 - ドロシー・ホジキン、生化学者、ノーベル化学賞受賞者（* 1910年）
- 1994年 - 木田三千雄、俳優（* 1912年）
- 1994年 - 山本潤造、政治家、元徳島県徳島市長（* 1923年）
- 1997年 - 姫田真佐久、映画撮影監督（* 1916年）
- 1998年 - 小幡治和、政治家、内務官僚、元福井県知事（* 1905年）
- 1998年 - ジェローム・ロビンズ、舞踊家（* 1918年)
- 1998年 - 森安敏明、元プロ野球選手（* 1947年）
- 1999年 - 平井城一、政治家、元香川県知事（* 1922年)
- 1999年 - 辻邦生、小説家、フランス文学者（* 1925年）
- 1999年 - アナトリー・ソロヴィアネンコ、歌手（* 1932年）
- 2001年 - 吉田泰一郎、政治家、元奈良県大和郡山市長（* 1910年）
- 2002年 - 三木拓次、作曲家、ギタリスト（* 1969年）
- 2003年 - 竹井博友、実業家、元地産社長（* 1920年）
- 2003年 - 伴勇資、元プロ野球選手（* 1923年）
- 2003年 - 秦豊、ニュースキャスター、政治家（* 1925年）
- 2003年 - アハメド・フォディ・サンコー、シエラレオネの反政府組織指導者（* 1937年）
- 2004年 - 高田誠一、歌手（* 1960年）
- 2005年 - 武市恭信、政治家、元徳島県知事、元徳島県美馬郡貞光町長（* 1917年）
- 2005年 - 高橋在久、地方公務員、郷土史家、元千葉県立美術館館長、江戸川女子短期大学名誉教授（* 1927年）
- 2005年 - カールハインツ・ツェラー、フルート奏者、元ベルリン・フィルハーモニー管弦楽団首席フルート奏者（* 1928年）
- 2005年 - 斎藤吉見、作家（* 1934年）
- 2006年 - 網干善教、考古学者、関西大学名誉教授（* 1927年）
- 2006年 - 長谷川良平、元プロ野球選手（* 1930年）
- 2006年 - ピエール・ヴィダル＝ナケ、歴史家（* 1930年）
- 2006年 - 斉藤智晴、ゲームクリエーター、イラストレーター（* 1967年）
- 2007年 - 高橋直、調教師、騎手（* 1925年）
- 2007年 - ミシェル・セロー、俳優（* 1928年）
- 2007年 - 中島通子、弁護士（* 1935年）
- 2008年 - 岩田弘志、地方公務員、政治家、元北海道室蘭市長（* 1925年）
- 2008年 - 柳沼重剛、西洋古典文学者、筑波大学名誉教授（* 1926年）
- 2008年 - ブルース・イビンズ、科学者、アメリカ炭疽菌事件被疑者（* 1946年）
- 2008年 - メート・パルロフ、ボクサー、元WBC世界ライトヘビー級王者（* 1948年）
- 2009年 - 松原泰道、臨済宗僧侶、元龍源寺住職（* 1907年）
- 2009年 - 卓琳、革命運動家、鄧小平夫人（* 1916年）
- 2009年 - 本山秀昭、バドミントン選手（* 1969年）
- 2011年 - 工藤甲人、日本画家、東京芸術大学名誉教授（* 1915年）
- 2011年 - 上里一郎、臨床心理学者、広島大学名誉教授（* 1933年）
- 2011年 - 宮路武、ゲームクリエーター、元ジー・モード社長（* 1965年）
- 2012年 - クリス・マルケル、写真家、映画監督（* 1921年）
- 2013年 - 井村徹、金属工学者、名古屋大学名誉教授（* 1924年）
- 2013年 - 姫田忠義、ドキュメンタリー映画監督、映像民俗学者（* 1928年）
- 2013年 - 今井良晴、リングアナウンサー、プロモーター（* 1959年）
- 2013年 - クリスティアン・ベニテス、サッカー選手（* 1986年）
- 2014年 - 小林幸三郎、実業家、元RKB毎日放送社長（* 1912年）
- 2014年 - 富原忠夫、競輪選手、日本競輪選手会第11代理事長、元日本自転車競技連盟会長（* 1954年）
- 2015年 - 北島孝久、検事、弁護士（* 1956年）
- 2015年 - 吉川徹、演出家（* 1961年）
- 2016年 - 内田隆滋、土木工学者、官僚、実業家、元東武鉄道社長（* 1920年）
- 2016年 - ブラジ・カチュル、言語学者（* 1932年）
- 2017年 - 紀内隆宏、官僚、第21代消防庁長官（* 1936年）
- 2018年 - 吉田公一、政治家（* 1940年）
- 2018年 - トーマス・スタンコ、ジャズ・トランペッター（* 1942年）
- 2018年 - ニコライ・ボルコフ、プロレスラー（* 1947年）
- 2018年 - ブリックハウス・ブラウン、プロレスラー（* 1960年）
- 2018年 - ブライアン・ローラー、プロレスラー（* 1972年）
- 2018年 - ヴィベケ・スコフテルート、クロスカントリースキー選手、2010年バンクーバー五輪金メダリスト（* 1980年）
- 2019年 - エギル・ダニエルセン、やり投げ選手、1956年メルボルン五輪金メダリスト（* 1933年）
- 2019年 - 佐藤雅美、作家（* 1941年）
- 2020年 - 森岡敬一郎、西洋史学者、慶應義塾大学・創価大学名誉教授（* 1922年）
- 2020年 - アイプ・ロシディ、作家、詩人（* 1938年）
- 2021年 - amin、シンガーソングライター（* 1973年）
- 2022年 - ユリス・ハルトマニス、計算機科学者（* 1928年）
- 2022年 - 宮田茂樹、音楽プロデューサー（* 1949年）
- 2022年 - オルガ・カチュラ、軍人（* 1970年）
- 2022年 - リーザ＝マリア・ケラマヤー、医師（* 1985年）
- 2023年 - 中島忠能、官僚（* 1932年）
- 2023年 - 岸本マチ子、俳人、詩人（* 1934年）
- 2024年 - 中川和雄、厚生官僚、政治家、元大阪府知事、元関西棋院理事長（* 1926年）
- 2024年 - ユゼフ・シュミット、三段跳選手、1960年ローマ五輪・1964年東京五輪金メダリスト（* 1935年）
- 2024年 - ロバート・フェローズ、廷臣、政治家、元エリザベス2世秘書（* 1941年）
- 2024年 - 左野勝司、石工（* 1943年）
- 2025年 - 廣安美代子、日本の最高齢者（* 1911年）

### 人物以外（動物など）
- 2008年 - タヤスツヨシ、競走馬（* 1992年）

## 記念日・年中行事

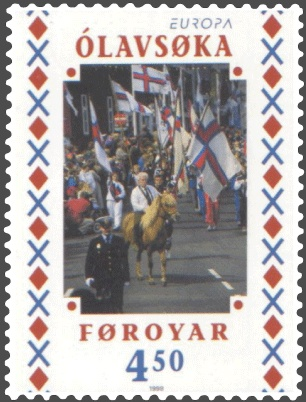
フェロー諸島のオラフ祭

- オラフ祭（ フェロー諸島）
オラフ2世を記念するフェロー諸島最大の祝祭日。国会議事堂前で、首相が指揮を執る市民総出のチェーンダンスなどが行われる。
- 全国タイ語の日（ タイ）
タイ王国政府が制定している記念日。祝日ではない。
- 国歌の日（ ルーマニア）
革命歌であったルーマニアの国歌『目覚めよ、ルーマニア人!』を記念する日。 聴く[ヘルプ/ファイル]
- 世界トラの日 (世界)
- アマチュア無線の日（ 日本）
1952年のこの日、1941年12月8日を以て禁止されていたアマチュア無線が11年ぶりに解禁され、全国の30人にアマチュア局の予備免許が交付されたことを記念し、1973年に日本アマチュア無線連盟が制定。アマチュア無線の健全な発達と、知識の普及を目的とする[15]。
- バッファローチキンウイングデー（ アメリカ合衆国）
ニューヨーク州バッファローの市長が、全米展開する鶏の手羽揚げ店チェーン「バッファロー・チキン・ウイング」によってバッファロー市の名がアメリカ全土に広められたことに敬意を表して制定した記念日。バッファローチキンウイングの祭典として1970年代からカレンダーに記載されている[16]。
- 白だしの日（ 日本）
1978年に初めて白醤油にだしを加えた調味料「白だし」を製造販売した愛知県安城市の七福醸造が制定[17]。日付は、同社の社名「ひち(7)ふ(2)く(9)」の語呂合わせから。
- 福神漬の日（ 日本）
漬け物メーカーの新進が制定。日付は、福神漬の名前の由来である七福神から「7(しち) 2(ふ) 9(く)」で「しちふく」の語呂合わせから。カレーに添えられている福神漬を食べて夏バテを防いでもらおうとの願いが込められている[17]。
- 永くつながる生前整理の日（ 日本）
愛知県名古屋市に本部を置く一般社団法人生前整理普及協会が制定。幸せなエンディングを迎えるための片づけから始めるあったかい生前整理を広めることが目的。日付は7と29を「永（7）くつ（2）なぐ（9）」と読む語呂合わせと、同協会の設立日が2013年のこの日であることから[17]。
- 七福神の日（ 日本）
群馬県前橋市に前橋本店、東京都中央区に銀座本店を構える株式会社幸煎餅（さいわいせんべい）が制定。せんべい造り100年を超える同社の人気商品「七福神せんべい」「七福神あられ」「銀座七福神」を多くの人に味わってもらうのが目的。日付は7と29で七福神の「七福（しちふく）」の語呂合わせから[17]。
- 水素医学の日（ 日本）
有限責任中間法人水素研究会が制定。日付は、水素研究会設立の日がこの日であったことから。水素の健康医学分野での活用の開発・推進・発展を目的とする。
- 謎肉の日（ 日本）
カップヌードルを販売している日清食品が制定。カップヌードルに入っている大豆ミートの名称である「謎(7) 肉(29)」との語呂合わせから[18]。